# Mass Sarr, Jr.
Mass Sarr Jr. (Monrovia, 6 de fevereiro de 1973) é um ex-futebolista profissional liberiano que atuava como atacante.

## Carreira
Mass Sarr Jr. representou o elenco da Seleção Liberiana de Futebol no Campeonato Africano das Nações de 2002.